# Villa Stocksberg

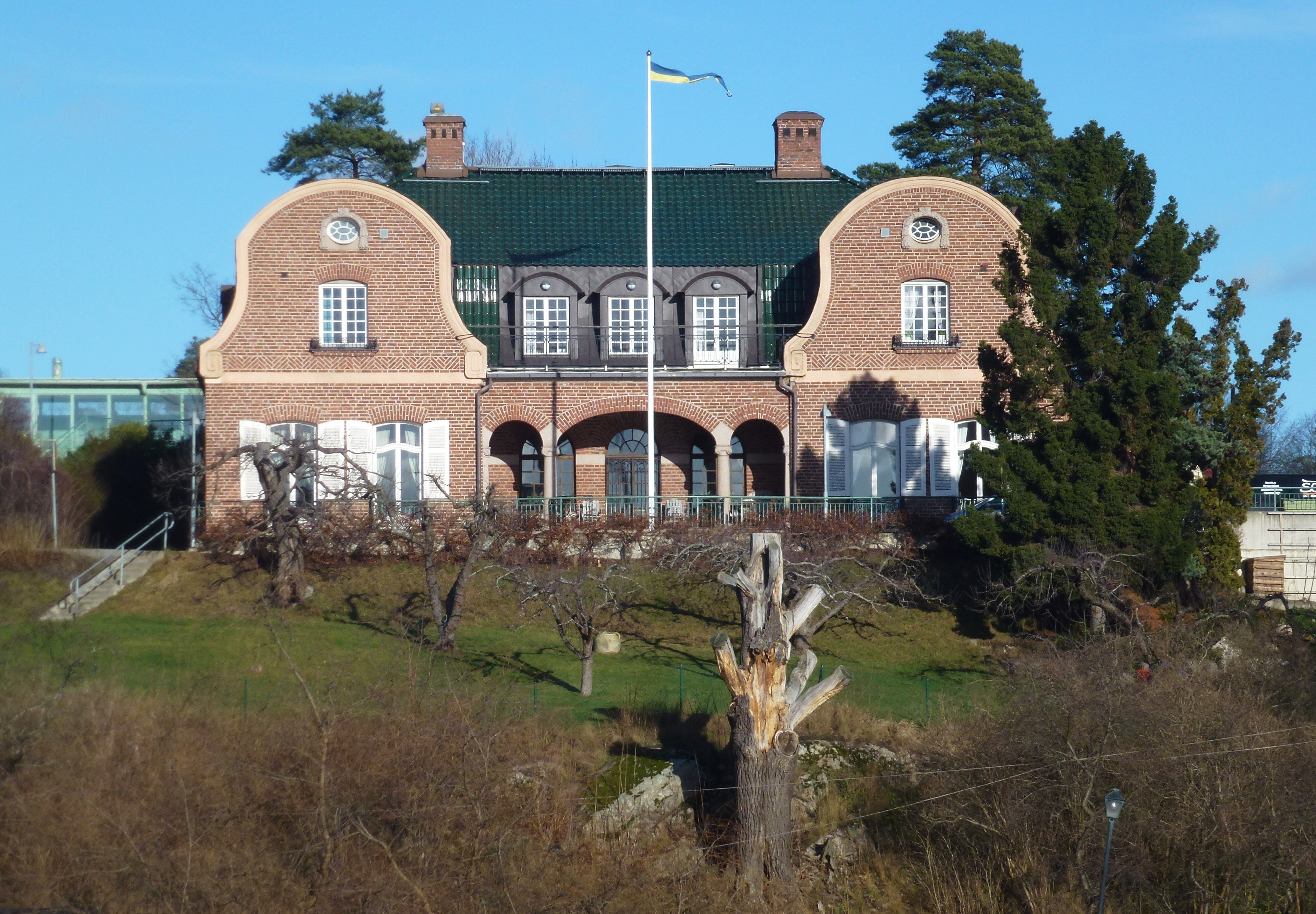
Villa Stocksberg eller Munterska villan.

Villa Stocksberg (även kallad Munterska villan) är en byggnad i området Sikreno, Stocksund, Danderyds kommun (adress Bengt Färjares väg 7). Villan uppfördes 1915 efter ritningar av arkitekt Thor Thorén och byggherre var John Klingspor. 
Efter sin senare ägare, Carl Munters, kallas huset även Munterska villan. Fastigheten Stocksund 2:305 (villan) är k-märkt och numera ett centrum för seniorboende.

## Historik
År 1863 såldes området Sikreno  till grosshandlare Carl Fredrik Weber. Efter Weber ärvdes Sikreno av svärsonen John Klingspor som 1915 lät uppföra Villa Stocksberg efter ritningar av arkitekten Thor Thorén. Byggnaden placerades mitt i Sikrenoområdet högst upp i en södersluttning med vidsträckt utsikt över Stocksundet. Huset är uppförd tegel och gestaltat i nordisk jugend. Typiska är villans svängda takfall täckta med glaserat grönt takregel och klockformade gavlar samt fasaddetaljer i granit. Både in- och utvändigt har villan bevarat sin ursprungliga karaktär.
Efter Klingspor såldes villan 1940 till ingenjören Carl Munters som bodde och verkade här under flera decennier. Munters namngav inte bara villan utan även närbelägna Carl Munters väg, som tidigare hette Godsvägen.

## Fasaddetaljer

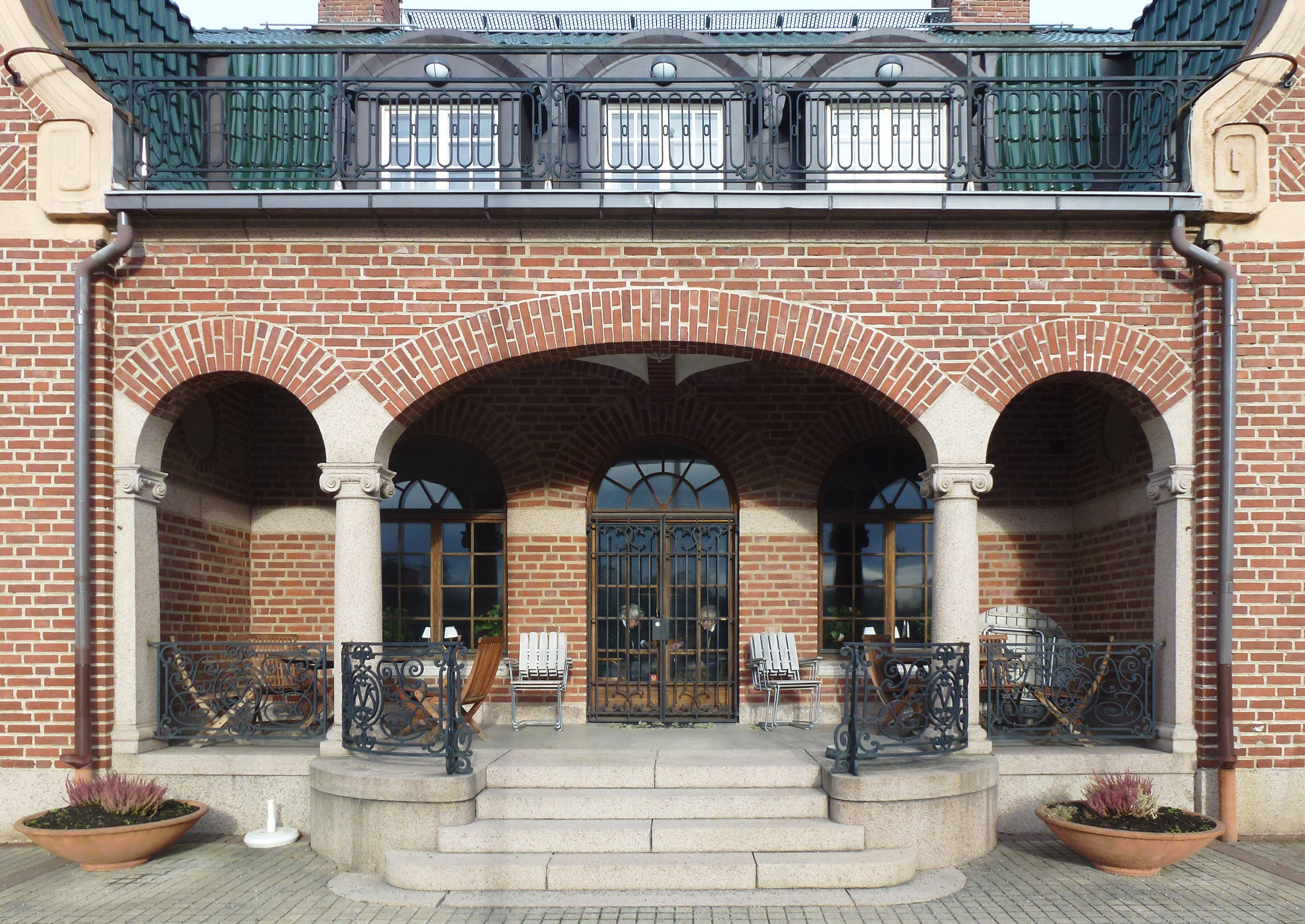
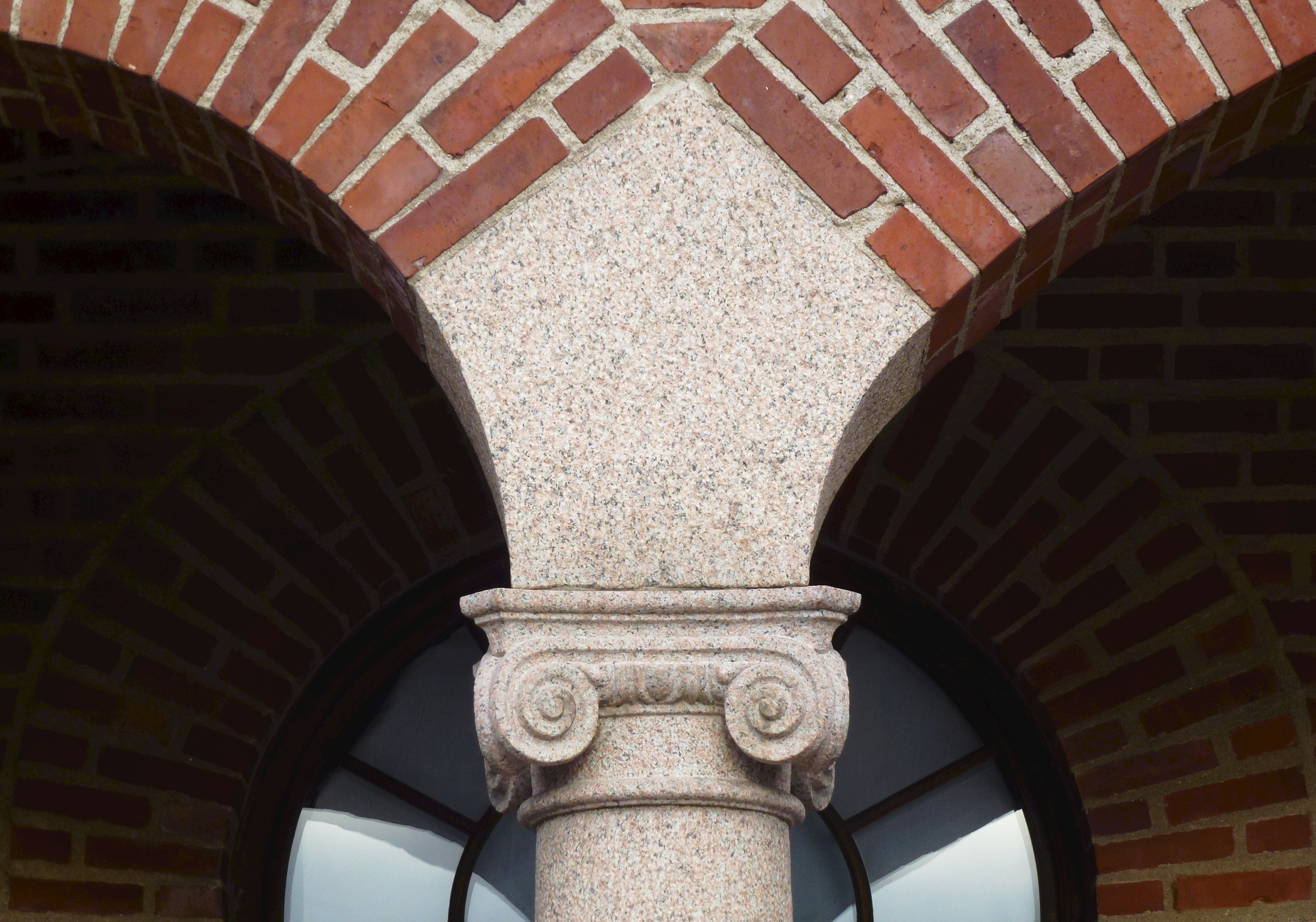
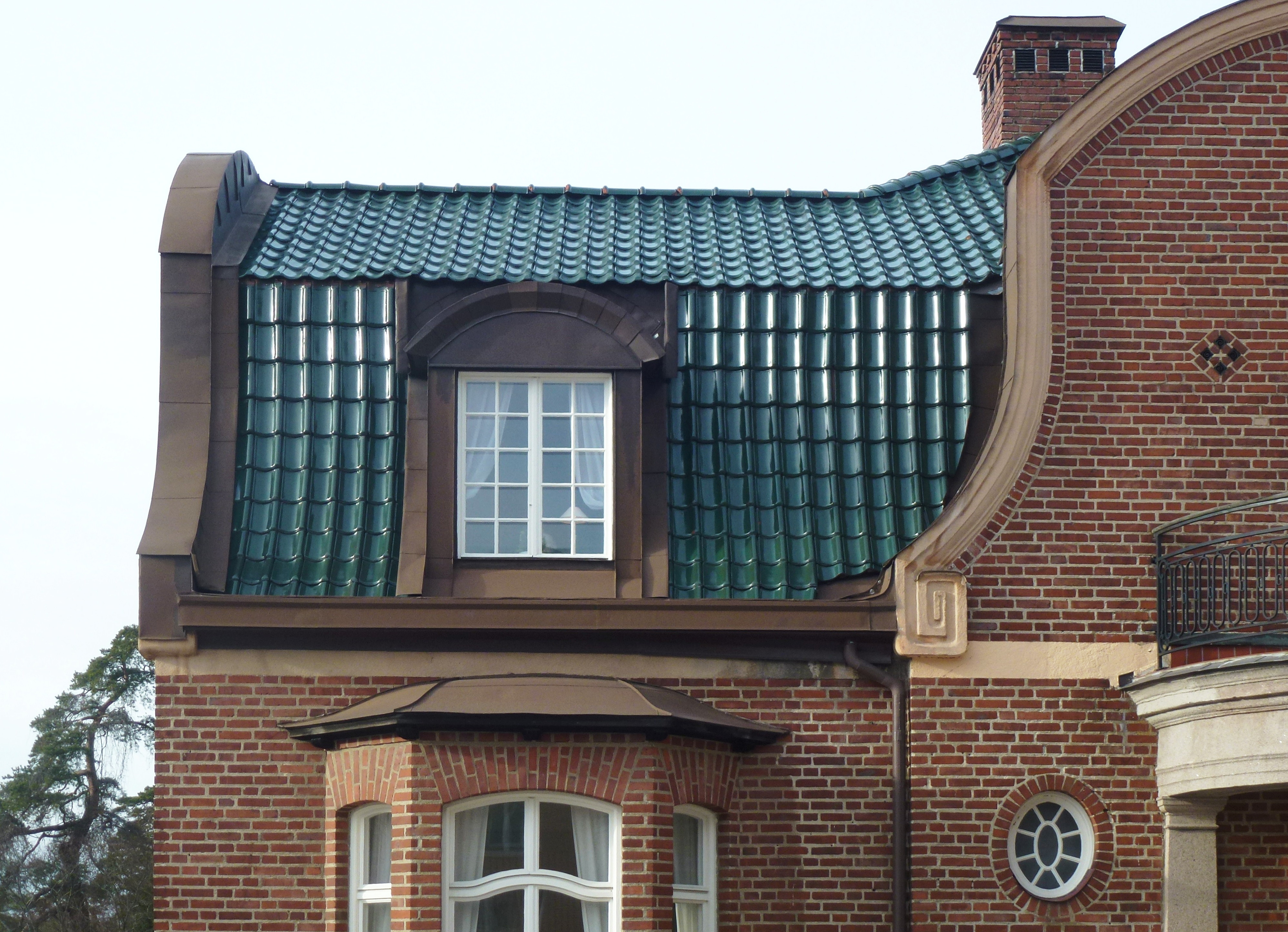
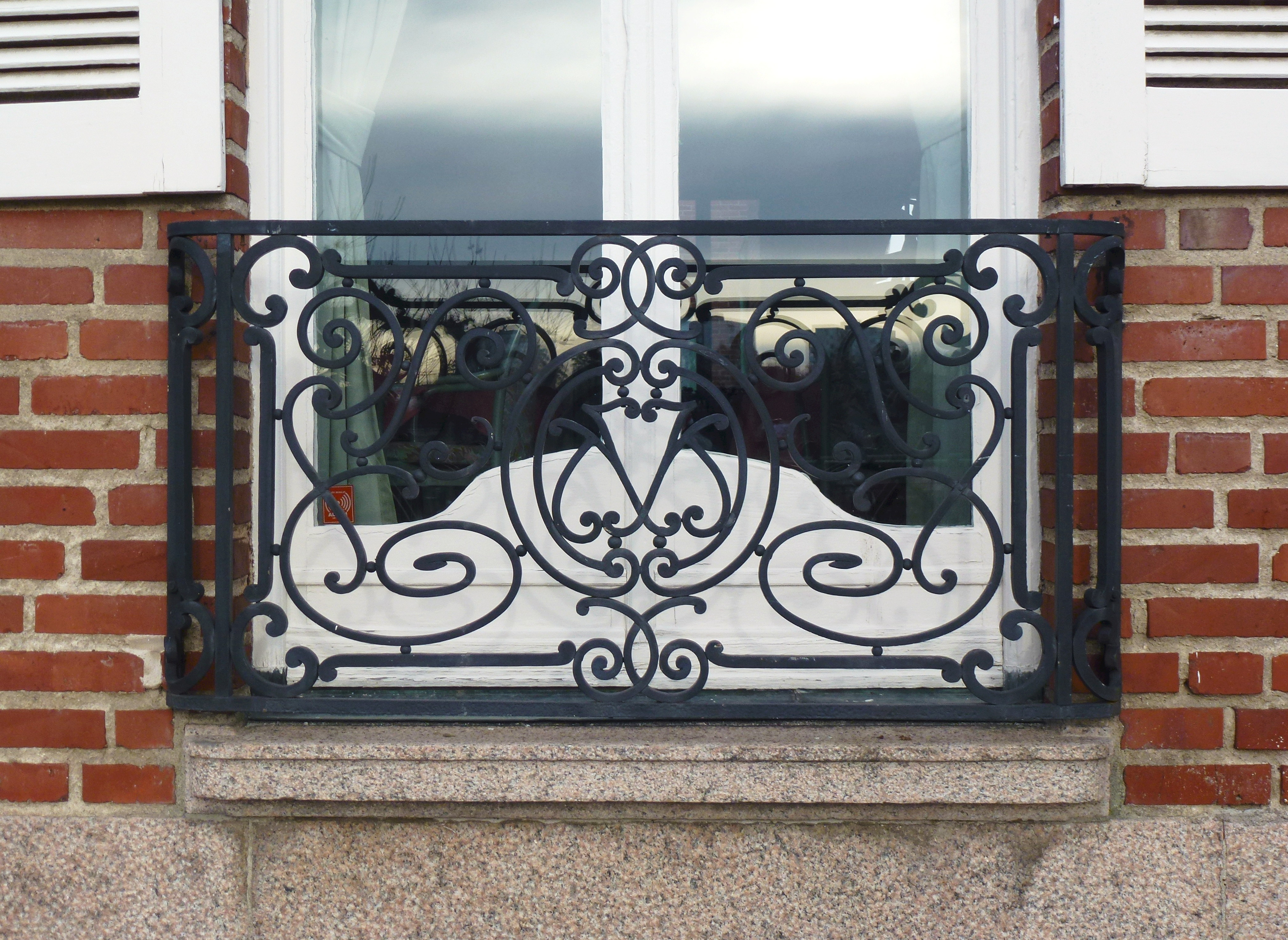
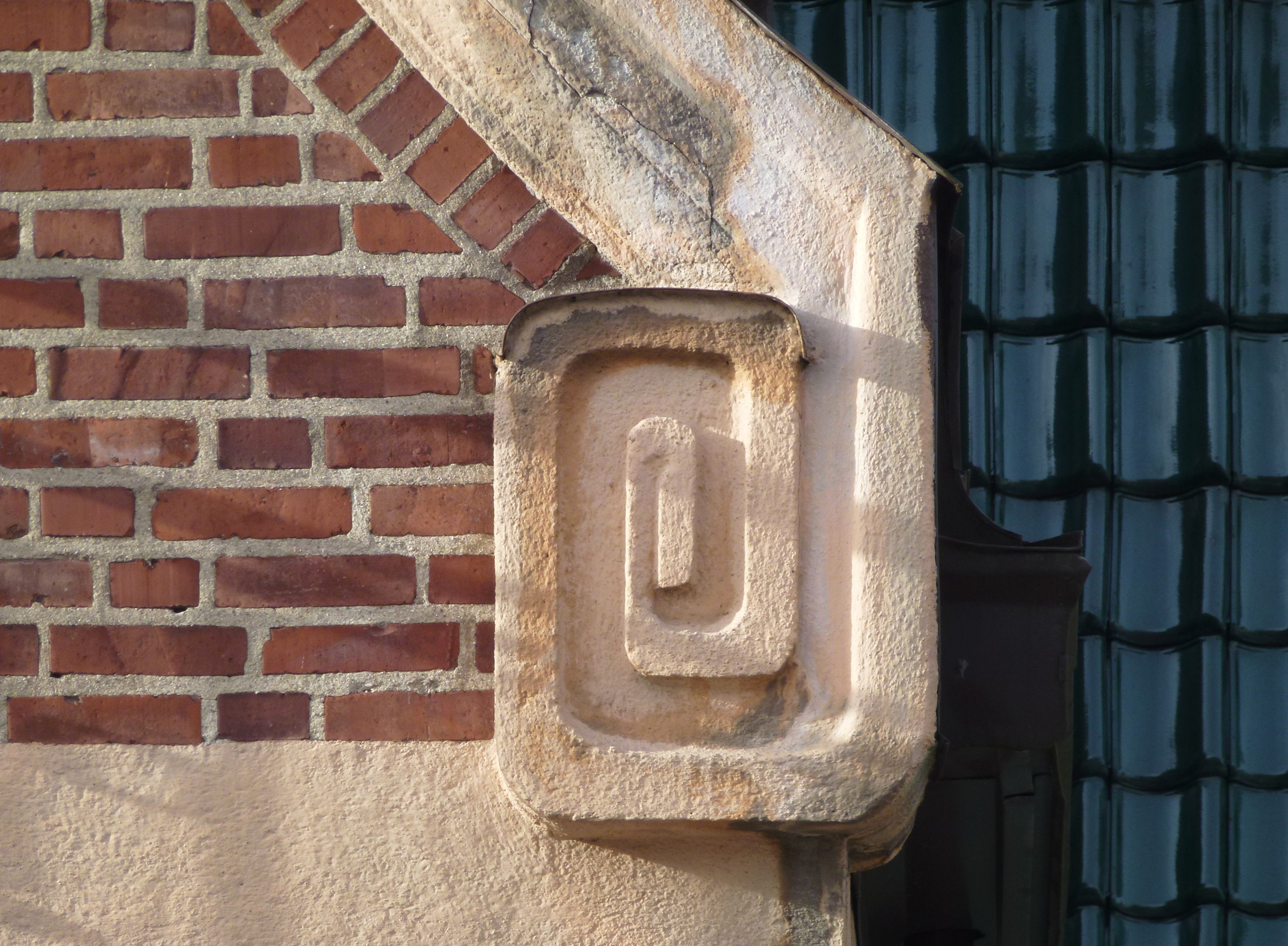